# Чеккини, Васко
| Открытые астероиды: 2                                     | Открытые астероиды: 2 |
| --------------------------------------------------------- | --------------------- |
| 11359 Piteglio [1]                                        | 27 января 1998        |
| (75783) 2000 AZ204 [2]                                    | 10 января 2000        |
| 1. совместно с Лучано Тези 2. совместно с Андреа Боаттини |                       |

Васко Чеккини (итал. Vasco Cecchini) — итальянский астроном и первооткрыватель астероидов, который занимает пост директора обсерватории Пистойезе. В период с 1994 по 2006 год им было обнаружено в общей сложности 165 астероидов, семь из которых он обнаружил самостоятельно.
В знак признания его заслуг одному из астероидов было присвоено его имя (13798) Чеккини.